# Mário Buzek
Mário Buzek (28. března 1944 Frenštát pod Radhoštěm – 12. prosince 2023) byl československý fotbalista, útočník, fotbalový trenér a metodik.

## Fotbalový kariéra
V lize hrál za Bohemians Praha. Dále hrál i za Tatru Smíchov.

## Trenérská kariéra
V lize trénoval Bohemians Praha. Význačný teoretik a pedagog FTVS, autor odborných statí a publikací, pravidelný kouč akademických fotbalových reprezentací a člen technické komise fotbalového svazu.